# Huang Chao
Huang Chao (kinesiska: 黄巢, Huáng Cháo), född sannolikt i Cao härad i Shandongprovinsen, död 884 i Laiwu i Shandongprovinsen, var en kinesisk upprorsledare under Tangdynastin. Huang Chao var en välutbildad man och ett militärt geni. Tangdynastin var under slutet av 800-talet försvagat och under pågående i förfall. År 875 samlade Huang Chao en grupp på flera tusen personer och anslöt sig till den stora mängden upprorsgrupper som försvagade Tangdynastin. År 881 utropade Huang Chao sig själv som kejsare av Qi. Huang Chaos rebeller intog 883 Tangdynastins huvudstad Chang'an och brände palats, tempel och regeringsbyggnader. Huang Chaos och hans familj mördades den 13 juli 884 av sin brorson Lin Yan.